# Ориген (платоник)
Ориген (на гръцки: Ὠριγένης Ōrigénēs, Origenes; † най-късно 268 г.) е древен философ платоник по времето на прехода от средния платонизъм към неоплатонизма. Той не e християнин и не трябва да се бърка с по-прочурия християнски писател по това време със същото име Ориген.
Заедно с Плотин, основателят на неоплатонизма, той принадлежи към философската школа на Амоний Сакас в Александрия. Когато Плотин пристига да учи през 232 г., Ориген е вече ot години учител в школата. Учител е на Касий Лонгин.
Порфирий съобщава, че по времето на император Галиен, след 253 г., Ориген работи като автор и че е написал само две произведения „За демоните“ и „Че само кралят е създател“ (hoti mónos poiētḗs ho basileús).  Лонгин споменава „За демоните“. Неговите произведения са се загубили.